# Ingolfiella littoralis
Ingolfiella littoralis är en kräftdjursart. Ingolfiella littoralis ingår i släktet Ingolfiella och familjen Ingolfiellidae. Inga underarter finns listade i Catalogue of Life.